# Jurata (bogini)
Jurata lub Jurate (lit. Jūratė, z jūra – „morze”) – litewska bogini Bałtyku. W niektórych wersjach legendy występuje jako syrena. Zamieszkiwała dno Bałtyku w bursztynowym zamku. Rządziła morzem i życiem w nim.
Legenda o Juracie i Kastytisie po raz pierwszy została zapisana w 1842 roku przez Ludwika Adama Jucewicza.
Zgodnie z legendą, Jurata mieszkała na dnie Morza Bałtyckiego w bursztynowym pałacu. Pewnego dnia, usłyszawszy, że rybak Kastytis wyławia zbyt wiele ryb z morza, popłynęła do jego łodzi, by go ukarać. Zobaczywszy go, zakochała się. Razem spędzali wiele czasu w pałacu na dnie Bałtyku. Gdy o związku ze śmiertelnym dowiedział się bóg Perkun, z zazdrości zniszczył piorunem pałac na dnie morza, a Juratę przywiązał łańcuchami do skały na dnie morza. Bursztyn znajdowany na plażach pochodzi wedle legendy właśnie ze zniszczonego pałacu, a w grzmotach przetaczających się nad morzem można usłyszeć imię „Kastytis”. Inna wersja legendy mówi, że bursztyn pochodzi z łez Juraty, opłakującej swojego ukochanego zabitego przez rozgniewanego boga. Według jeszcze innej, Juracie udało się uratować Kastytisa ze sztormu rozpętanego przez Perkuna.
Legenda o Juracie jest tematem opery Feliksa Nowowiejskiego Legenda Bałtyku.